# Dozulé
Dozulé település Franciaországban, Calvados megyében. Lakosainak száma 2279 fő (2022. január 1.). Dozulé Angerville, Beuvron-en-Auge, Cricqueville-en-Auge, Grangues, Putot-en-Auge, Saint-Jouin és Saint-Léger-Dubosq községekkel határos.

## Népesség
A település népességének változása:
| Lakosok száma | 984  | 1407 | 1515 | 1837 | 2073 | 2283 | 2284 | 2293 | 2314 | 2279 |
|               | 1968 | 1982 | 1990 | 2006 | 2013 | 2015 | 2017 | 2019 | 2020 | 2022 |